# Przesiecka Góra
Przesiecka Góra (niem. Der Göllner, 610 m n.p.m.) – szczyt w Karkonoszach, w obrębie Karkonoskiego Padołu Śródgórskiego.
Przesiecka Góra położona jest w środkowej części Karkonoskiego Padołu Śródgórskiego, pomiędzy Przesieką a Zachełmiem.
Zbudowana z granitu karkonoskiego.
Na szczycie i zboczach liczne skałki i urwiska skalne, m.in. Schodki.
Porośnięta lasem regla dolnego.